# IC 2829
IC 2829 ist eine linsenförmige Galaxie vom Hubble-Typ S0-a? im Sternbild Löwe auf der Ekliptik. Sie ist schätzungsweise 715 Millionen Lichtjahre von der Milchstraße entfernt.
Das Objekt wurde am 27. März 1906 vom deutschen Astronomen Max Wolf entdeckt.